# Црква Свете Тројице у Кунову
Црква Свете Тројице у Кунову, насељеном месту на територији општине Владичин Хан, православни је храм који припада Епархији врањској Српске православне цркве.
Црква посвећена Светој Тројици подигнута је 1874. године, о чему сведочи натпис изнад улаза у цркву: Црква Куновска изграђена 1874, освећена од стране епископа Доротеја на дан 2. јуна 1874. Цркву изградили грађани села Кунова и свештеник Марин Антанацковић.
У цркви се налази иконостас, који је заједно са иконама изграђен и осликан 1874. године. Садржи укупно 40 икона, које су рад два иконописца, Вене и Зафира.
У току 2017. године извршена је обнова и заштита цркве.